# Штрассеризм

Флаг штрассеризма

Штрассеризм (нем. Strasserismus или Straßerismus) — направление национал-социализма, поддерживающее антикапитализм, антиглобализм, специфический «немецкий» социализм, панъевропейский национализм для европейского и национального возрождения. Идеология получила своё название от фамилии Грегора и Отто, двух братьев Штрассеров, создавших данное направление.
Отто Штрассер, выступавший против взглядов Адольфа Гитлера по политическим соображениям, был исключён из Нацистской партии в 1930 году и отправился в изгнание в Чехословакию, в то время как Грегор Штрассер был убит в нацистской Германии 30 июня 1934 года во время Ночи длинных ножей, операции против многих противников Гитлера, включая штрассеровские элементы по всей стране. Штрассеризм остается активной позицией в рамках послевоенного глобального неонацизма.
В семье Штрассеров было пять детей: Грегор, Отто, Пауль, Ольга и Антон. Отец работал в канцелярии местного суда. Ему доставляло удовольствие в свободное время заниматься изучением экономики и истории, что вылилось в многочисленных книгах, которые он публиковал в конце XIX века под псевдонимом Пауль Вегер. Почти все его работы вышли в книжной серии «Новый путь».

## Братья Штрассеры

### Грегор Штрассер
Грегор Штрассер (1892—1934) начал свою карьеру в ультранационалистической политике, присоединившись к Freikorps после службы в Первой мировой войне. Штрассер участвовал в Капповском путче и создал свой собственный völkischer Wehrverband («союз народной обороны»), который он объединил в Нацистскую партию в 1921 году. Первоначально верный сторонник Адольфа Гитлера, он принял участие в Пивном путче и занимал ряд высоких постов в Нацистской партии. Тем не менее, Штрассер вскоре стал решительным сторонником радикального крыла партии, утверждая, что национальная революция должна также включать решительные действия по борьбе с нищетой и должна стремиться заручиться поддержкой рабочего класса. После прихода Адольфа Гитлера к власти, Эрнст Рем, возглавлявший Штурмабтайлунг (СА), в то время самое важное военизированное крыло нацистской партии, призвал ко второй революции, направленной на выведение элит из-под контроля. Этому воспротивились Немецкое консервативное движение, а также некоторые нацисты, которые предпочитали упорядоченный авторитарный режим радикальной и разрушительной программе, предложенной радикалами партии. Штрассер был убит в Ночь Длинных ножей в 1934 году.

### Отто Штрассер
Отто Штрассер (1897—1974) также был членом Фрайкор где боролся против восстания спартакистов. Штрассер вступил в Нацистскую партию в 1925 году, где продолжал пропагандировать важность социализма и консервативной революции в национал-социализме. Считавшийся более радикальным, чем его брат, Штрассер был исключён Нацистской партией в 1930 году и создал «Чёрный фронт», свою собственную диссидентскую группу, которая призывала к специфически немецкой националистической форме социалистической революции. Штрассер бежал из Германии в 1933 году, чтобы жить сначала в Чехословакии, а затем в Канаде, прежде чем вернуться в Западную Германию в более поздней жизни, всё это время много писал о Гитлере и о том, что он считал предательством идеалов нацизма.

## Идеология
Название штрассеризм стало применяться к той форме нацизма, которая развивалась вокруг братьев Штрассеров. Хотя они участвовали в создании национал-социалистической программы 1920 года, оба призывали партию взять на себя обязательство «разорвать оковы финансового капитала». «Финансовому капитализму», который нередко расшифровывался как «еврейский капитализм», нацисты противопоставляли «производительный капитализм». Эту точку зрения разделял Адольф Гитлер, заимствовавший её у Готфрида Федера.
Подобная популистская форма экономического антисемитизма получила дальнейшее развитие в 1925 году, когда Отто Штрассер опубликовал «Nationalsozialistische Briefe», где он размышлял о классовом конфликте, перераспределении богатства, панъевропейской федерации и союзе с СССР. Его последовавшая в 1930 году «Ministersessel oder Revolution» (Кабинет министров или Революция) пошла дальше: Отто обвинил Гитлера в предательстве социалистического аспекта нацизма, также Отто Штрассер критиковал доминирующий с 1920-тых принцип фюрерства. В итоге Отто Штрассер ушел из НСДАП в 1930 году и основал «Чёрный фронт». Грегор Штрассер хоть и разделял многие идеи своего брата, но не поддержал его в этот момент и остался в НСДАП. Кроме этого, из братьев Грегор Штрассер склонялся не столько к развитию идеологии, сколько к развитию партийной организации. Тем временем, Отто Штрассер продолжал расширять свою аргументацию, призывая к экспроприации крупных поместий и развитию чего-то похожего на гильдейский социализм, а также к созданию кооперативной палаты и сословной палаты Рейха, которые играли бы ведущую роль в экономическом планировании.
Исследователи не пришли к консенсусу по вопросу того, был ли штрассеризм отдельной формой нацизма или нет. По словам историка Яна Кершоу: «у лидеров СА [включая Грегора Штрассера] не было другого видения будущего Германии или другой политики, которую можно было бы предложить». Штрассеристы выступали за радикализацию нацистского режима и свержение традиционных немецких элит, называя приход Гитлера к власти «полуреволюцией», которую необходимо продолжить и завершить.

### Германия
В 1970-е годы идеи штрассеризма стали чаще упоминаться в европейских ультраправых группах как более молодые члены, не имеющие никаких связей с Гитлером, и на первый план вышло более сильное чувство экономического антисемитизма. Штрассеристовская мысль в Германии начала формироваться как тенденция внутри Национал-демократической партии Германии (НДПГ) в конце 1960-х годов. Эти штрассеристы сыграли ведущую роль в обеспечении удаления Адольфа фон Таддена от руководства, и после его ухода партия стала сильнее осуждать Гитлера за то, что он, по её мнению, отошёл от социализма, чтобы обхаживать бизнесменов и армейских лидеров.
Хотя первоначально штрассеризм был принят НДПГ, вскоре он стал ассоциироваться с более периферийными экстремистскими фигурами, в частности с Михаэлем Кюхненом, который в 1982 году выпустил брошюру «Прощание с Гитлером», в которой решительно поддержал эту идею. Эта политика была принята Народно-социалистическим движением Германии/Лейбористской партией, незначительным экстремистским движением, которое было объявлено вне закона в 1982 году. Его преемник, Националистический фронт, сделал то же самое, предложив свою программу из десяти пунктов, призывающую к «антиматериалистической культурной и консервативной революции» и «антикапиталистической, антикоммунистической социальной, консервативной революции», чтобы подчеркнуть свою поддержку этой идеи. Свободная немецкая рабочая партия также двигалась навстречу этим идеям под руководством Фридхельма Буссе в конце 1980-х годов.
Флаг штрассеристкого движения «Чёрный фронт» и его символ, скрещенные молот и меч, использовались немецкими и другими европейскими неонацистами за рубежом в качестве замены более печально известного нацистского флага, который запрещён в некоторых странах, таких как Германия.

### Великобритания
Штрассеризм возник в Соединённом Королевстве в начале 1970-х годов и сосредоточился на издании «Национальный фронт» (НФ) «Британия первая», главными авторами которого были Дэвид Макколден, Ричард Лоусон и Денис Пири. Выступая против руководства Джона Тиндалла, они заключили союз с Джоном Кингсли Ридом и в конечном счёте последовали за ним в Национальную партию (НП). НП призывала британских рабочих захватить право на труд и предлагала довольно строгую экономическую политику. Тем не менее НП не продержался очень долго. Отчасти из-за отсутствия у Рида энтузиазма по отношению к штрассеризму основные сторонники этой идеи отошли в сторону.
Эта идея была вновь представлена НФ Эндрю Бронсом в начале 1980-х годов, когда он решил прояснить идеологию партии. Однако вскоре штрассеризм стал прерогативой радикалов в Официальном Национальном фронте, а Ричард Лоусон был привлечён к закулисной роли, чтобы помочь направлять политику. Это политическое солдатское крыло в конечном счете выбрало местную альтернативу дистрибутизму, но их сильная антикапиталистическая риторика, а также риторика их преемника на Международной третьей позиции демонстрировали влияние штрассеризма. Из этого фона возник Трой Саутгейт, чья собственная идеология и идеология родственных групп, таких как Английское националистическое движение и Национально-революционная фракция, находились под влиянием штрассеризма. Он также назвал себя постштрассеристом.

### Другие страны
Группы третьей позиции, чьё вдохновение, как правило, более итальянское по происхождению, часто обращались к штрассеризму из-за своей сильной оппозиции капитализму и коммунизму, основанной на экономических, социальных основаниях. Это было отмечено во Франции, где студенческая группа Groupe Union Défense и более поздняя Renouveau français превозносили штрассеристкие экономические платформы.
Попытки переосмыслить нацизм как имеющий левую основу также находились под сильным влиянием этой школы мысли, особенно через работу Пола Рииса-Кнудсена, который выпустил под влиянием Штрассера работу «Национал-социализм: левое движение» в 1984 году.
В Соединённых Штатах, в том Мецгер, заметного превосходства белой расы, также заигрывал со штрассеризмом. Также в США, Мэтью Хаймбах бывшего традиционалист партийный работник идентифицирует как штрассерист. Хаймбах часто привлекает в первую очередь в антикапиталистическую риторику в публичных выступлениях вместо явного антисемитизма, анти-масонства или антикоммунистическая риторика. Хаймбах был исключён из Национал-социалистического движения из-за того, что его экономические взгляды были сочтены группой слишком левыми. Хаймбах заявил, что НСМ «по существу хочет, чтобы она оставалась политически бессильной бандой белых сторонников превосходства».